# 長咀洲
長咀洲（英語：Cheung Tsui Chau），是中華人民共和國香港特別行政區的一個島嶼，地區行政區劃上屬於西貢區。位於西貢市對開海面。在1922年香港繪製地圖中稱為Fung Head。
長咀洲上並沒有居民居住。